# 1487 Boda
Az 1487 Boda (ideiglenes jelöléssel 1938 WC) a Naprendszer kisbolygóövében található aszteroida. Karl Wilhelm Reinmuth fedezte fel 1938. november 17-én, Heidelbergben.